# چی‌چکا؛ قصه شب
چی‌چکا؛ قصهٔ شب عنوان مستندی موزیکال و مردم‌نگار است که به روایت زندگی ابراهیم منصفی، ترانه‌سرای هرمزگانی می‌پردازد. همچنین این مستند معرف موسیقی محلی و معاصر بندرعباس است و آداب و رسوم مردمان این منطقه را به تصویر می‌کشد. چی‌چکا معرف ۲۰ موزیسین و هنرمند جنوبی ایران و تاثیرپذیری آن‌ها از ترانه‌های ابراهیم منصفی است.
فیلم‌برداری، صدابرداری، تدوین و کارگردانی این فیلم توسط رها فریدی انجام شده است. فیلم در فستیوال‌ها و مراکز فرهنگی در کانادا، سوئد و مصر و ششمین دوره جشنواره سینما ایران در مونیخ شرکت داشته است. ساخت این مستند ۸ سال طول کشیده و ۲۴ شخصیت دارد. اسناد مورد استفاده برای ساخت این مستند دستنوشته‌های منصفی و گفته‌های نزدیکان او بودند.
هزینهٔ پساتولید فیلم از طریق کمپین کیک‌استارتر و حمایت مردمی تأمین شده است. این مستند از نیمه آذرماه ۱۳۹۸ در سینماهای هنر و تجربه اکران شد.
| عوامل           | عوامل                   |
| --------------- | ----------------------- |
| نام             | نقش                     |
| رحمان رکنی      | روانکاو و راوی          |
| حسام نقوی       | پژوهشگر و راوی          |
| غلام توسلی      | درامر و راوی            |
| منصور نعیمی     | پژوهشگر، فیلمساز و راوی |
| ابراهیم شهدوستی | موزیسین و راوی          |
| مسعود پاکدامن   | گیتاریست و راوی         |
| محمد عقیلی      | پژوهشگر، فیلمساز و راوی |
| سهراب حسنی پور  | موزیسین و راوی          |
| شرف حسینی       | موزیسین و راوی          |
| حسین گردین      | بیسیست                  |
| رضا کولغانی     | خواننده و بازیگر        |
| فرشید فرهت      | مترجم و راوی            |
| حسن کرمی        | شاعر و راوی             |
| حمید سعید       | موزیسین و راوی          |
| ناصر منتظری     | موزیسین و راوی          |
| محمد محترم پناه | گیتاریست                |
| ابراهیم علوی    | گیتاریست                |
| هادی آرمین      | موزیسین                 |
| فاضل پیش        | گیتاریست و راوی         |
| محسن آزادبخش    | گیتاریست و خواننده      |
| حسین قدسی نژاد  | خواننده و راوی          |
| ناصر عبداللهی   | موزیسین                 |
| نازنین عبداللهی | موزیسین                 |
| سمیرا نقشبندی   | خواننده                 |
| فوزیه پیش       | بیسیست                  |
| گلی بندرعباسی   | درامر                   |
| شیخ علی علوی    | موزیسین                 |
| آرین علوی       | گیتاریست و خواننده      |
| فاطمه تابدار    | گیتاریست و خواننده      |

## فستیوال‌ها
| رویداد                       | شهر            | تاریخ      |
| ---------------------------- | -------------- | ---------- |
| جشن تصویر سال                | تهران، ایران   | اسفند ۱۳۹۷ |
| ششمین فستیوال فیلمهای ایرانی | مونیخ، آلمان   | تیر ۱۳۹۸   |
| فستیوال تیرگان               | تورنتو، کانادا | مرداد ۱۳۹۸ |